# Pinellas Park
Pinellas Park è una città degli Stati Uniti d'America, situata in Florida, nella Contea di Pinellas.